# Competitive Enterprise Institute
Das Competitive Enterprise Institute (CEI) ist ein US-amerikanischer, politisch konservativer, libertärer Think Tank. Erklärte Ziele sind die Verbreitung der Prinzipien des  Limited Government (d. h. der Einschränkung staatlicher Lenkung), des freien Marktes und der individuellen Freiheit.

## Aktivitäten
Das Competitive Enterprise Institute spielt gemeinsam mit anderen konservativen Denkfabriken wie dem Cato Institute, dem Heartland Institute und dem George C. Marshall Institute eine wichtige Rolle in den Versuchen, die Existenz der menschengemachten Globalen Erwärmung durch gezielte Angriffe auf die Klimawissenschaft abzustreiten. In den ersten Jahren nach der Jahrtausendwende war das CEI mit großer Wahrscheinlichkeit der Wichtigste unter allen Think Tanks, die die Klimaforschung bekämpften. Zugleich erhielt er von allen Organisationen die höchsten Zuwendungen von dem Ölkonzern ExxonMobil. Aktivitäten des CEI zielen unter anderem darauf ab, politische Maßnahmen gegen die globale Erwärmung, die möglicherweise zu Einschränkungen der individuellen Freiheit führen könnten, zu verhindern. Des Weiteren spezialisierte sich das CEI gemeinsam mit dem American Tradition Institute auf Schikane von Klimaforschern. Das CEI ist zudem eng verbunden mit der 1997 gegründeten Cooler Heads Coalition, einer von Myron Ebell geleiteten Frontgruppe bestehend aus Think Tanks, die u. a. dazu dient, Desinformation zum Klimawandel zu verbreiten. Unter anderem betreibt das CEI die Website der Cooler Heads Coalition.
Gegen die Earth Hour rief das CEI erstmals im Jahr 2009 auf, zu dieser Stunde beispielsweise heiß zu duschen, um Human Achievement („menschliche Errungenschaft“) und Fortschritt zu unterstützen, statt den Energieumsatz zu minimieren.
Im Jahr 2002 leitete das CEI eine Kampagne, die US-Präsident George W. Bush dazu bringen sollte, dem Weltgipfel für nachhaltige Entwicklung fernzubleiben. Bush war tatsächlich keiner der zahlreichen Regierungschefs beim Gipfeltreffen. Die Ministerpräsidenten der Volksrepublik China und Russlands gaben dort bekannt, das Kyoto-Protokoll ratifiziert oder zumindest unterzeichnet zu haben. Dies nicht zu tun, überging Bushs Außenminister Colin Powell in seiner Rede zum Schluss, pries die USA als Vorbild und ließ den Gipfel damit in einem Eklat enden.
Im Jahr 2003 berichtete die britische Zeitung The Observer, eine E-Mail von Myron Ebell (Direktor der Abteilung für globale Erwärmung und Umweltpolitik des CEI) an Phil Cooney (damals Vorsitzender des Council on Environmental Quality unter der Regierung Bush, zuvor beim American Petroleum Institute) aus dem Jahr 2002 belege, dass Cooney bei der Manipulation von Regierungsberichten zum Thema Klimawandel vom CEI unterstützt wurde. So seien unter Cooneys Leitung wiederholt Abschnitte und Formulierungen aus Klimaberichten entfernt oder geändert worden, die vor der Bedrohung durch die globale Erwärmung warnten. Zudem sei es in der E-Mail darum gegangen, wie man Mitglieder der Environmental Protection Agency, unter anderem die damalige Umweltministerin Christine Whitman, aus ihren Posten entfernen könne. Das CEI und das Weiße Haus wiesen diese Anschuldigungen zurück. Ebell gab an, die Korrekturen seien Teil der normalen sprachlichen Anpassung von Regierungsdokumenten, um diese mit politischen Zielen zu vereinbaren. Nach Untersuchung der Vorgänge und einem umfangreichen Bericht in der New York Times im Juni 2005 trat Cooney von seinem Amt zurück.
Im Jahr 2006, vor dem Start des Films Eine unbequeme Wahrheit von Al Gore, veröffentlichte das CEI unter anderem Werbespots, die die globale Erwärmung und Motive von Al Gore in Frage stellten. In diesen aufwendig produzierten Werbespots, die unter anderem einen prächtigen Sonnenaufgang hinter einer Erdölraffinerie zeigten, widersprach das CEI den schädlichen Folgen von Kohlenstoffdioxidemissionen und pries das Treibhausgas stattdessen als ein Elixier des Lebens. Unter anderem warnte die Sprecherin in einem der Spots davor, dass nun "ein paar Politiker Kohlendioxid einen Schadstoff nennen" wollten, um anschließend suggestiv zu fragen. "Stellen Sie sich vor, sie hätten damit Erfolg - wie würde unser Leben dann aussehen?" Daraufhin schloss der Spot mit dem Satz: "Kohlendioxid: Die nennen es Verschmutzung, wir nennen es Leben."
Im Juli 2012 beschuldigte Rand Simberg, Mitglied des wissenschaftlichen Beirats des CEI, im Blog des CEI den Klimaforscher Michael E. Mann des Betrugs. Er verglich Mann mit Jerry Sandusky, der in den USA aufgrund wiederholter Kindesmisshandlung zu einer lebenslangen Haftstrafe verurteilt worden war. Statt Kinder zu misshandeln, habe Mann Daten „missbraucht und gefoltert“ (engl.: „he has molested and tortured data“). Einige Tage später löschte das CEI den Beitrag. Mark Steyn zitierte ihn jedoch im Blog des National Review und kommentierte, Simberg habe recht gehabt, denn Mann sei „der Mann hinter dem gefälschten Hockeyschläger-Diagramm“. Mann reichte daraufhin eine Verleumdungsklage ein, unter anderem gegen das CEI. Anfang 2024 befand das Superior Court of the District of Columbia, dass Sandusky und Steyn ihre Beschuldigungen aus Böswilligkeit, Tücke, Rache oder mit Schadensabsicht geäußert hätten.
Der mit dem CEI verbundene Jurist und Klimaleugner Chris Horner verklagte 2015 die Umweltschutzbehörde EPA, weil deren Leiterin Textnachrichten von ihrem Mobiltelefon gelöscht hatte, die evtl. der Archivierungspflicht unterlagen.
Nach dem Ausbruch der COVID-19-Pandemie begann das CEI wie viele andere Klimaleugner auch zu diesem Thema zu schreiben und Falschinformationen hierzu zu verbreiten. Die dabei angewandten Taktiken entsprächen dabei denen, die sie seit den 1990er Jahren perfektioniert hätten, um die Ergebnisse der Klimaforschung zu untergraben.

## Direktoren des CEI und deren Verbindungen zu anderen Think Tanks
Das Board of Directors besteht aus Michael S. Greve (Vorsitzender, u. a. auch Gastdozent am American Enterprise Institute), Lawson Bader (Präsident, u. a. ehemaliger Vize-Präsident des Mercatus Center), James R. Curley, Michael W. Gleba, Jean-Claude Gruffat, Kerry Halferty Hardy (früher am Cato Institute), W. Thomas Haynes, Frances B. Smith, Fred L. Smith, Jr., James R. Von Ehr, Todd J. Zywicki (u. a. auch Dozent am Mercatus Center), Leonard Liggio (u. a. Vizepräsident des Atlas Network) und Thomas Gale Moore (u. a. Senior Fellow an der Hoover Institution).
Zu den früheren Direktoren gehörte unter anderem William O’Keefe, der Vorstandsmitglied beim politisch konservativen George C. Marshall Institute und Vorsitzender der Global Climate Coalition ist, sowie früher Vizepräsident des American Petroleum Institute war.

## Sponsoren und Unterstützer
Zu den Sponsoren einer im Juli 2013 vom CEI veranstalteten Fundraising-Veranstaltung gehörten (nach Informationen der Washington Post) vor allem die Erdöl-/Kohlewirtschaft und konservative Organisationen (drei davon mit den Brüdern Charles und David H. Koch assoziiert). Größter Einzelsponsor war Google. Als Sponsoren gelistet wurden zudem unter anderem Facebook, Mastercard, GlaxoSmithKline, Altria/Philip Morris, Monsanto, Microsoft, Ford und Volkswagen. Die Keynote des Dinners hielt Rand Paul.
Die Union of Concerned Scientists benannte zudem in einem Bericht aus dem Jahr 2007 ExxonMobil als Sponsor des CEI. Die Tageszeitung The Observer berichtete, ExxonMobil habe zwischen 1998 und 2003 mehr als eine Million Dollar gespendet, bis zum Jahr 2005 waren es nach Angaben von Greenpeace über 2 Millionen Dollar.
Ebenfalls laut Greenpeace haben mit den Koch-Brüdern assoziierte Stiftungen in den Jahren 1986 bis 2011 insgesamt über 700.000 Dollar an das CEI gespendet.